# Джером Вільямс (баскетболіст)
Джером Вільямс (англ. Jerome Williams; нар. 10 травня 1973, Вашингтон, США) — американський професіональний баскетболіст, що грав на позиції важкого форварда за декілька команд НБА.

## Ігрова кар'єра
На університетському рівні грав за команду Джорджтаун (1994–1996). 
1996 року був обраний у першому раунді драфту НБА під загальним 26-м номером командою «Детройт Пістонс». Захищав кольори команди з Детройта протягом наступних 5 сезонів та був важливим рольовим гравцем.
З 2001 по 2003 рік грав у складі «Торонто Репторз», куди разом з Еріком Монтроссом був обміняний на Корлісса Вільямсона, Тайрона Корбіна, Корнела Давида та майбутній драфт-пік першого раунду.
2003 року разом з Антоніо Девісом та Крісом Джеффрісом перейшов до «Чикаго Буллз» в обмін на Джейлена Роуза, Дон'єлла Маршалла та Лонні Бакстера.
Останньою ж командою в кар'єрі гравця стала «Нью-Йорк Нікс», до складу якої він приєднався 2004 року і за яку відіграв один сезон, після чого був відрахований з команди через податки клуба на розкіш.